# Awake from the Dead, My Dear Best Friend
Awake from the Dead, My Dear Best Friend är det svenska rockbandet Niccokicks debutalbum, utgivet 2004 på skivbolaget Razzia Records.
Skivan föregicks av EP-skivan Turn 27 (2003). Därefter släpptes låten "Love & Neon Lights" som singel (2004). Lite senare utkom även en andra EP, Run! Run! Run! (2004).

## Låtlista
Alla låtar är skrivna av Andreas Söderlund.
1. "Let's Leave for Space" – 4:42
2. "Love & Neon Lights" – 4:08
3. "Susanne" – 3:04
4. "Awake from the Dead, My Dear Best Friend" – 5:29
5. "I Drink to Get Thrilled" – 2:19
6. "Turn 27" – 3:33
7. "Run! Run! Run!" – 3:51
8. "Ride the High Country" – 3:15
9. "Sunday Night" – 3:22
10. "I'm Hurt" – 3:36
11. "Some Don't Make It Through the Haze" – 4:39
12. "Are You OK?" – 3:11
13. "Wasted Time" – 4:29

## Mottagande
Awake from the Dead, My Dear Best Friend har medelbetyget 3,5/5 på sajten Kritiker.se, som sammanställer bland annat skivrecensioner, baserat på fem recensioner.

### Fotnoter
1. 1 2  ”Awake from the Dead, My Dear Best Friend”. Discogs.com. http://www.discogs.com/Niccokick-Awake-From-The-Dead-My-Dear-Best-Friend/release/3194465. Läst 15 september 2012.
2. ↑  ”Niccokick”. Discogs.com. http://www.discogs.com/artist/Niccokick. Läst 15 september 2012.
3. ↑  ”Awake from the Dead, My Dear Best Friend”. Kritiker.se. http://kritiker.se/skivor/niccokick/awake-from-the-dead-my-dear-best-friend/. Läst 15 september 2012.